# يوم الانتخابات (الولايات المتحدة)
يوم الانتخابات في الولايات المتحدة هو يوم منصوص عليه في القانون الأمريكي، تجرى فيه انتخابات عامة لانتخاب المسؤولين الحكوميين للحكومة الفيدرالية للولايات المتحدة. وينص القانون الأمريكي على أن هذا اليوم يجب أن يقام يوم الثلاثاء الذي يلي أوّل اثنين من شهر نوفمبر، بذلك يكون 2 نوفمبر هو أقرب موعد تنتظم فيه الانتخابات، في حين يكون 8 نوفمبر (كما هو الحال بالنسبة لانتخابات 2016) هو أبعد موعد لإجراء أي انتخابات عامة.
بالنسبة لانتخاب مسؤولي المناصب الاتحادية العليا (الرئيس، نائب الرئيس، والكونغرس في الولايات المتحدة)، يقام يوم الانتخابات في السنوات الزوجية دون غيرها، حيث تجرى الانتخابات الرئاسية مرة واحدة كل أربع سنوات، تحديدًا في السنوات التي تقبل القسمة على أربعة (أنظر: انتخابات 2008، 2012، 2016) وذلك وفقًا للأنظمة التي حدّدتها كل ولاية أمريكية. وعلى صعيد متصل، يتم انتخاب جميع أعضاء مجلس النواب (الغرفة الأولى للكونغرس)، دوريًا لولاية مدتها سنتان، في حين يتم انتخاب الأعضاء المائة لمجلس الشيوخ (الغرفة الثانية للكونغرس) على ثلاث مراحل، لولاية مدتها ست سنوات (بهذا في كل سنتين حيث تجرى انتخابات عامة، يتم تجديد ثلث الأعضاء الشيوخ). يشار إلى أنّه لا يتم الاقتراع على مرشحي الرئاسة في انتخابات التجديد النصفي. وتبدأ فترة شغل المناصب لمن تم انتخابهم من المرشحين، في يناير من السنة التي تلي الانتخابات العامة، حيث يشغل الرئيس ونائب الرئيس منصبيهما ("بعد اليمين الدستوري") يوم التنصيب، والذي عادة ما يكون في 20 يناير.
كذلك، في يوم الانتخاب، يتم انتخاب العديد من مسؤولي الحكومات الولائية والمحلية، ذلك من باب التنظيم الإداري وتوفير التكاليف، مع هذا يوجد عدد محدود من الولايات تجري انتخاباتها لشغل مناصب الولاية (مثل حاكم الولاية) خلال "السنوات الفردية المغلقة"، أو خلال "سنوات التجديد النصفي"، في حين يمكن لأي ولاية أن تنظم انتخابات خاصة لشغل المناصب التي أصبحت شاغرة. وقد شرّعت بعض الولايات بدورها نظام التصويت المبكر لتمكّن الناخبين من التصويت قبل يوم أو أيام من الموعد الدوري الموحّد الذي حدّده الكونغرس لإجراء انتخابات الرئاسة أو تلك الخاصة بمجلس الشيوخ والنواب.
ويعد يوم الانتخابات عطلة رسمية في بعض الولايات الأمريكية، من ضمنها ولاية ديلاوير، هاواي، كنتاكي، مونتانا، نيو جيرسي، نيو يورك، أوهايو، فيرجينيا الغربية، وأراضي بورتوريكو. بعض الولايات الأخرى تلزم أرباب العمل على السماح للعمال بالحصول على يوم واحد كإجازة مدفوعة الأجر للمشاركة في الانتخابات، مع هذا لا تزال شركات العمل في أكثر الولايات الأمريكية لا تعطي لموظفيها إجازة مدفوعة الأجر في يوم الانتخابات، رغم الحملات الإعلامية والاجتماعية العديدة التي نشطت من أجل هذا الحق الانتخابي.